# Варенко Юрій Степанович
Варенко Юрій Степанович (нар. 18 жовтня 1929, Костянтинівка Україна) — український лікар, доктор медичних наук (1975), професор (1977).

## Навчання та діяльність
Закінчив Сталінський медичний інститут (1956), де відтоді й працює (нині Донецький медичний університет): 1966—1976 роки — заступник декана санітарно-гігієнічного факультету, від 1990 р. — завідувач, з 1998 р. — професор кафедри мікробіології, від 2000 р. — професор кафедри імунології.

## Наукова діяльність
Досліджує вплив іонізації на мікрофлору травного тракту, стафілококову та внутрішньолікарняні інфекції. Розробляє способи комбінованого застосування антибіотиків.

## Праці
- Менінгококова інфекція. К., 1983;
- Ботулізм. К., 1990;
- Этиологическая структура и устойчивость к антибактериальным препаратам возбудителей внутрибольничной инфекции в Донецке // Антибиотики и химиотерапия. 1991. Т. 36, № 2 (співавт.);
- Особенности комбинированной антимикробной терапии при стафилококковом лактационном мастите // ВХ. 1993. № 3–4 (співавт.);
- Оптимизация бактериологической диагностики лактационного мастита // Вісн. гігієни і епідеміології. 2002. Т. 6 (співавт.)